# Nazionale maschile di calcio delle Isole Vergini Britanniche
La nazionale di calcio delle Isole Vergini Britanniche è la rappresentativa nazionale calcistica delle omonime isole caraibiche, posta sotto l'egida della British Virgin Islands Football Association ed affiliata a CONCACAF e FIFA.
La squadra è una delle più deboli dell'intero panorama calcistico: non ha mai preso parte alla fase finale di una manifestazione internazionale ed occupa il 207º e quartultimo posto del ranking mondiale FIFA.

## Storia
Il calcio sulle Isole Vergini Britanniche fu portato dai marinai della Royal Navy.
La selezione anglo-verginiana è una delle più deboli dello scenario centroamericano e mondiale: ha occupato l'ultimo posto del ranking mondiale FIFA e non si è mai qualificata ad una rassegna internazionale.
Tra i commissari tecnici passati figura tuttavia un nome di rilievo nel calcio europeo: un allora ventiduenne Villas-Boas ha ricoperto la carica di selezionatore dei Nature Boyz per un anno, prima di essere esonerato.
Alla CONCACAF Nations League 2019-2020 la nazionale delle Isole Vergini Britanniche ha perso tutti e quattro gli incontri del suo raggruppamento.

## Partecipazioni ai tornei internazionali
Legenda: Grassetto: Risultato migliore, Corsivo: Mancate partecipazioni

### Campionato CONCACAF
La nazionale anglo-verginiana non ha mai disputato il Campionato CONCACAF, l'antenato della Gold Cup svoltosi dal 1963 al 1989, in quanto la BVIFA è entrata a far parte della Confederazione Nord-Centroamericana e Caraibica nel 1994.

### Coppa dei Caraibi
I Nature Boyz non si sono mai qualificati alla fase finale della Coppa dei Caraibi.

## Statistiche dettagliate sui tornei internazionali

### Mondiali
| Anno | Luogo                          | Piazzamento            | V | N | P | Gol |
| ---- | ------------------------------ | ---------------------- | - | - | - | --- |
| 1986 | Messico                        | Non iscritta alla FIFA | - | - | - | -   |
| 1990 | Italia                         | Non iscritta alla FIFA | - | - | - | -   |
| 1994 | Stati Uniti                    | Non iscritta alla FIFA | - | - | - | -   |
| 1998 | Francia                        | Non partecipante       | - | - | - | -   |
| 2002 | Giappone / Corea del Sud       | Non qualificata        | - | - | - | -   |
| 2006 | Germania                       | Non qualificata        | - | - | - | -   |
| 2010 | Sudafrica                      | Non qualificata        | - | - | - | -   |
| 2014 | Brasile                        | Non qualificata        | - | - | - | -   |
| 2018 | Russia                         | Non qualificata        | - | - | - | -   |
| 2022 | Qatar                          | Non qualificata        | - | - | - | -   |
| 2026 | Canada / Stati Uniti / Messico | Non qualificata        | - | - | - | -   |

### Campionato CONCACAF/Gold Cup
| Anno | Luogo                               | Piazzamento                         | V | N | P | Gol |
| ---- | ----------------------------------- | ----------------------------------- | - | - | - | --- |
| 1989 | Itinerante                          | Non iscritta alla CONCACAF          | - | - | - | -   |
| 1991 | Stati Uniti                         | Non iscritta alla CONCACAF          | - | - | - | -   |
| 1993 | Stati Uniti / Messico               | Non iscritta alla CONCACAF          | - | - | - | -   |
| 1996 | Stati Uniti                         | Ritirata prima delle qualificazioni | - | - | - | -   |
| 1998 | Stati Uniti                         | Non qualificata                     | - | - | - | -   |
| 2000 | Stati Uniti                         | Non qualificata                     | - | - | - | -   |
| 2002 | Stati Uniti                         | Non qualificata                     | - | - | - | -   |
| 2003 | Stati Uniti / Messico               | Non qualificata                     | - | - | - | -   |
| 2005 | Stati Uniti                         | Non qualificata                     | - | - | - | -   |
| 2007 | Stati Uniti                         | Ritirata prima delle qualificazioni | - | - | - | -   |
| 2009 | Stati Uniti                         | Non qualificata                     | - | - | - | -   |
| 2011 | Stati Uniti                         | Non qualificata                     | - | - | - | -   |
| 2013 | Stati Uniti                         | Non qualificata                     | - | - | - | -   |
| 2015 | Stati Uniti / Canada                | Non qualificata                     | - | - | - | -   |
| 2017 | Stati Uniti                         | Non qualificata                     | - | - | - | -   |
| 2019 | Stati Uniti / Costa Rica / Giamaica | Non qualificata                     | - | - | - | -   |
| 2021 | Stati Uniti                         | Non qualificata                     | - | - | - | -   |
| 2023 | Stati Uniti / Canada                | Non qualificata                     | - | - | - | -   |

### Olimpiadi
- Nota bene: per le informazioni sui risultati ai Giochi olimpici nelle edizioni successive al 1985 (data della nascita della selezione anglo-verginiana) visionare la pagina della nazionale olimpica.

### Confederations Cup
| Anno | Luogo                    | Piazzamento     | V | N | P | Gol |
| ---- | ------------------------ | --------------- | - | - | - | --- |
| 1992 | Arabia Saudita           | Non invitata    | - | - | - | -   |
| 1995 | Arabia Saudita           | Non invitata    | - | - | - | -   |
| 1997 | Arabia Saudita           | Non qualificata | - | - | - | -   |
| 1999 | Messico                  | Non qualificata | - | - | - | -   |
| 2001 | Corea del Sud / Giappone | Non qualificata | - | - | - | -   |
| 2003 | Francia                  | Non qualificata | - | - | - | -   |
| 2005 | Germania                 | Non qualificata | - | - | - | -   |
| 2009 | Sudafrica                | Non qualificata | - | - | - | -   |
| 2013 | Brasile                  | Non qualificata | - | - | - | -   |
| 2017 | Russia                   | Non qualificata | - | - | - | -   |

### Coppa dei Caraibi
| Anno | Luogo                                   | Piazzamento                         | V | N | P | Gol |
| ---- | --------------------------------------- | ----------------------------------- | - | - | - | --- |
| 1988 | Martinica                               | Non partecipante                    | - | - | - | -   |
| 1989 | Barbados                                | Non qualificata                     | - | - | - | -   |
| 1990 | Trinidad e Tobago                       | Non qualificata                     | - | - | - | -   |
| 1991 | Giamaica                                | Non qualificata                     | - | - | - | -   |
| 1992 | Trinidad e Tobago                       | Non qualificata                     | - | - | - | -   |
| 1993 | Giamaica                                | Non qualificata                     | - | - | - | -   |
| 1994 | Trinidad e Tobago                       | Non qualificata                     | - | - | - | -   |
| 1995 | Isole Cayman / Giamaica                 | Ritirata prima delle qualificazioni | - | - | - | -   |
| 1996 | Trinidad e Tobago                       | Non partecipante                    | - | - | - | -   |
| 1997 | Antigua e Barbuda / Saint Kitts e Nevis | Non qualificata                     | - | - | - | -   |
| 1998 | Giamaica / Trinidad e Tobago            | Non qualificata                     | - | - | - | -   |
| 1999 | Trinidad e Tobago                       | Non qualificata                     | - | - | - | -   |
| 2001 | Trinidad e Tobago                       | Non qualificata                     | - | - | - | -   |
| 2005 | Barbados                                | Non qualificata                     | - | - | - | -   |
| 2007 | Trinidad e Tobago                       | Ritirata prima delle qualificazioni | - | - | - | -   |
| 2008 | Giamaica                                | Non qualificata                     | - | - | - | -   |
| 2010 | Martinica                               | Non qualificata                     | - | - | - | -   |
| 2012 | Antigua e Barbuda                       | Non qualificata                     | - | - | - | -   |
| 2014 | Giamaica                                | Non qualificata                     | - | - | - | -   |
| 2017 | Martinica                               | Non qualificata                     | - | - | - | -   |

## Allenatori
- Gary White (1998–1999)
- Gregory Grant (2000)
- William H. Moravek (2000)
- André Villas-Boas (2000–2001)
- Patrick Mitchell (2002)
- Michael Tulloch (2004)
- Ben Davies (2004)
- Patrick Mitchell (2008)
- Avondale Williams (2010–2017)
- John Reilly (2018-)

## Rosa attuale
| 18 | P | Philip Graham      | 11 settembre 2000 | 1  | -? | Panthers           |  |  |
| 23 | P | Daniel Gilford     | 3 marzo 2001      | 0  | 0  | VG United          |  |  |
|    |   |                    |                   |    |    |                    |  |  |
| 15 | D | Philip Nelson      | 14 aprile 1988    | 8  | 0  | Wolues             |  |  |
| 3  | D | Joshua Bertie      | 9 ottobre 1996    | 7  | 0  | Andover Town       |  |  |
| 13 | D | Charles Medway     | 2 giugno 2002     | 5  | 0  | Poole Town         |  |  |
| 2  | D | Jazeel Castello    | 28 febbraio 2000  | 1  | 0  |                    |  |  |
| 17 | D | Giovanni Grant     | 28 dicembre 2002  | 1  | 0  | South Bronx United |  |  |
|    |   |                    |                   |    |    |                    |  |  |
| 10 | C | Carlos Septus      | 16 giugno 1991    | 17 | 1  | Rebels             |  |  |
| 11 | C | Kristian Javier    | 6 aprile 1996     | 10 | 0  | Lionsbridge FC     |  |  |
| 8  | C | Jamie Wilson       | 31 gennaio 1996   | 9  | 1  | Bournemouth F.C.   |  |  |
| 7  | C | T'Sharne Gallimore | 20 agosto 2000    | 4  | 0  | Chesham United     |  |  |
| 12 | C | Miguel Marshall    | 11 aprile 2002    | 4  | 0  | Champion Academy   |  |  |
|    |   |                    |                   |    |    |                    |  |  |
| 14 | A | Trevor Peters      | 19 marzo 1989     | 19 | 1  | Rebels             |  |  |
| 20 | A | Tyler Forbes       | 18 aprile 2002    | 7  | 3  | Maldon & Tiptree   |  |  |
| 5  | A | Marcus Butler      | 15 maggio 2002    | 1  | 0  |                    |  |  |